# البث المجموعاتي المستقل عن بروتوكول التوجيه
البث المجموعاتي المستقل عن بروتوكول التوجيه (بالإنجليزية:  Protocol Independent Multicast اختصاراً PIM)‏ وهو من عائلة البروتوكولات المسؤولة عن التوجيه المتعدد لبرتوكول الإنترنت، أي أن الرسائل تصل إلى من مرسل واحد إلى مجموعة محددة من المستقبلين وليس مستقبل واحد.
بروتوكول الإرسال المستقل المتعدد – هو عائلة بروتوكولات إرسال التوجيه المتعدد للشبكة العنكبوتية أو الشابكة أو الإنترنت التي تزوّد توزيع للبيانات من جهاز لأكثر ومن مجموعة من الأجهزة إلى مجموعة أخرى من خلال الشبكة المحلية، الشبكة الواسعة أو الشبكة العنكبوتية. وهو يسمى ببروتوكول مستقل وذلك لأن بروتوكول الإرسال المستقل المتعدد لا تحتوي على آلية خاصة بها لاكتشاف هذه البنية ولكن، بدلاً من ذلك تقوم باستخدام معلومات التوجيه التي تزودها بروتوكولات التوجيه الأخرى.
هنالك أربعة أشكال مختلفة من بروتوكولات الإرسال المستقل المتعدد:
1- بروتوكول الإرسال المستقل المتعدد ذو الصِبغة المتفرقة أو المتناثرة: يقوم ببناء أشجار مشتركة باتجاهات أحادية تجذرت عند نقطة الالتقاء لكل مجموعه وبشكل اختياري يقوم بعمل اشجار بأقصر مسار لكل مصدر، وبشكلٍ عام وهي جيدة للاستخدام على نطاقات واسعة.
2- بروتوكول الإرسال المستقل المتعدد ذو الصِبغة الكثيفة: يقوم باستخدام توجيه الإرسال المتعدد الكثيف، وهو ضمنيا يقوم ببناء أشجار بأقصر مسار عن طريق فيضان حركة الإرسال المتعدد على نطاق واسع، ومن ثم تقلّم الفروع من هذه الأشجار التي لا توجد فيها أجهزة الاستقبال، بروتوكولات الإرسال المستقل المتعدد ذات الصِبغة الكثيفة تقوم بعملية التنفيذ مباشرة ولكن هي عمومًا تفتقر لخصائص التحجيم، أول بروتوكول إرسال التوجيه المتعدد الذي قام باستخدام بروتوكولات الإرسال المستقل المتعدد ذات الصِبغة الكثيفة هو بروتوكول المسافة المتجهة التوجيه المتعدد.
3- بروتوكول الإرسال المستقل المتعدد ثنائي الاتجاه: يقوم ببناء الأشجار ثنائية الاتجاه المشتركة بشكل واضح، وهو لا يقوم ببناء شجرة بأقصر مسار، لذلك قد يكون التأخير من النهاية للنهاية أطول من بروتوكول الإرسال المستقل المتعدد ذو الصِبغة المتفرقة أو المتناثرة، ولكن المقاييس جيدة وذلك لأنه لا يحتاج إلى حالة مصدر محددة.
4- بروتوكول الإرسال المستقل المتعدد مُحَدّد المصدر: يقول ببناء الاشجار التي تجذرت في مصدر واحد فقط، ويقدم نموذجاً أكثر أمناً وأكثر قابلية للعدد المحدود من التطبيقات (معظمها يقوم بإرسال المحتوى إلى أكثر من وجهة) في البث محدد المصدر ينتقل مخطط بيانات بروتوكول الإنترنت من خلال المصدر إلى العنوان المقصود، المستقبلون لهذا المخطط يمكنهم استقبال مخطط بيانات بروتوكول الإنترنت عن طريق المشاركة في القناة (المصدر، المقصد).
بروتوكول الإرسال المستقل المتعدد ذو الصِبغة المتفرقة أو المتناثرة عادةً يستخدم في أنظمة تلفزيون بروتوكول الإنترنت وذلك لتوجيه تيارات البث أو الإرسال المتعدد بين الشبكات المحلية الافتراضية، شبكات الاتصالات الفرعية أو الشبكات المحلية.

## الصِبغة المتفرقة
- بروتوكول الإرسال المستقل المتعدد ذو الصِبغة المتفرقة أو المتناثرة هو بروتوكول لتوجيه حزم بروتوكول الإنترنت بكفاءة إلى مجموعات البث أو الإرسال متعدد الذي قد يمتد لمساحة واسعه وبين نطاقات الإنترنت. البروتوكول لقد سمي بالبروتوكول المستقل وذلك لأنه لا يعتمد على أي بروتوكول توجيه احادي معين لاكتشاف البيئة المادية والصِبغة المتفرقة، لأنه مناسب للمجموعات حيث ان نسبه قليلة من العقد والوجهات ايضاً سوف تشترك في جلسة الإرسال المتعدد. وخلافا لبروتوكولات توجيه الإرسال المتعدد الكثيف السابقة مثال ذلك بروتوكول المسافة المتجهة التوجيه المتعدد، وتوجيه الإرسال المتعدد الكثيف الذي قام بغمر الحزم عبر الشبكة ومن ثم تم تقليم هذه الفروع حيث لا توجد أجهزة استقبال، فإن بروتوكول الإرسال المستقل المتعدد ذو الصِبغة المتفرقة أو المتناثرة يبني بشكل صريح شجرة من كل أجهزة الإرسال إلى اجهزة الاستقبال في مجموعة الإرسال المتعدد.

### عملاء الإرسال المتعدد

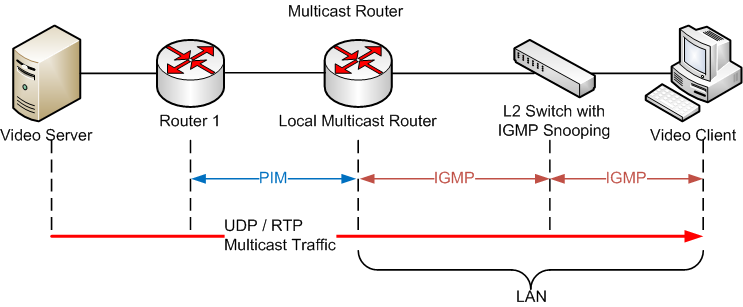
مثال على الإرسال المتعدد في الشبكة

يتلقى جهاز التوجيه رسائل انضمام / تقليم واضحة من تلك الموجهات المجاورة له، التي لديها أعضاء مجموعة حركة البيانات من شبكة الاتصالات البعيدة إلى الحاسب. من أجل الانضمام إلى مجموعة البث المتعدد المضيف ينقل معلومات عضويته من خلال بروتوكول إدارة مجموعة الإنترنت.
وبعد ذلك يقوم الموجه بإرسال حزم البيانات المعنونة إلى مجموعات الإرسال المتعدد إلى تلك الواجهات التي تلقت بشكل محدد رسائل الانضمام فقط. يرسل الموجه المحدد رسائل انضمام / تقليم دورية باتجاه نقطة الالتقاء الخاصة بكل مجموعه ولكل مجموعه أعضاء نشطين داخلها.
لاحظ أن سيتم تحديد موجه واحد ليكون نقطة الالتقاء بشكل تلقائي أو ثابت، ويجب على جميع الموجهات الأخرى الانضمام بشكل محدد من خلال الموجه الذي تم تحديده ليكون نقطة الالتقاء.
كل موجه من الموجهات يسير نحو نقطة الالتقاء يبني حالة البطاقة شاذة للمجموعة ثم تقوم بإرسال انضمام/تقليم نحو نقطة الالتقاء.
يستخدم مصطلح دخول المسار للإشارة إلى الحالة التي ذكرت في الموجه لتمثيل شجرة التوزيع.
دخول المسار قد يتضمن عدة حقول مثل:
- عنوان المصدر.
- عنوان المجموعة.
- الواجهة الواردة والتي يتم قبول الحزم منها.
- الواجهات الخارجة التي يتم إرسال الحزم إليها.
- التوقيت، وحدة معلومات تُشير إلى الوصول إلى الحدِّ أو الشَّكل المُعيَّن إلخ.

البطاقة الشاذة لدخول المسار للواجهة الواردة تشير نحو نقطة الالتقاء، الواجهات الخارجة تشير إلى مجموعة حركة البيانات من شبكة الاتصالات البعيدة إلى اجهزة التوجيه المجاورة التي قامت بإرسال رسائل انضمام /تقليم تحو نقطة الالتقاء وكذلك الحاسب الرئيسيّ في نظام الحواسيب والطرَفيات الموصولة مع بعضها مباشرة عبرَ وصلات اتّصال التي طلبت عضوية لمجموعة البث المتعدد.
هذه الحالة تخلق شجرة توزيع مشتركة تتمحور حول نقطة الالتقاء وتصل إلى جميع أعضاء المجموعة.